# Amaunet
| i | mn · n | t | B1 |

| i | mn · n | t | B1 |

Amaunet (Amonet, Imentet) (egip. Jmn.t, gr. Amauni) – bogini egipska. W późnej wersji Ogdoady bóstw z Hermopolis tworzyła parę z Amonem. Władała wiatrem północnym.